# Harold Robbins
Harold Robbins, ursprungligen Harold Rubin, född 21 maj 1916 i New York, död 14 oktober 1997 i Palm Springs, Kalifornien, var en amerikansk bestsellerförfattare till populära romaner såsom 79 Park Avenue (1956), The Carpet Baggers (1961) och En kvinnas väg (The Lonely Lady, 1976). Flera av hans böcker har filmatiserats.

## Biografi
Enligt vissa källor ska han ha vuxit upp under fattiga förhållanden på ett barnhem och i olika fosterhem, lyckats bli miljonär vid 20 års ålder genom investeringar för att sedan förlora sin förmögenhet och tvingas ta olika lågavlönade jobb. Enligt andra källor växte han upp i en judisk medelklassfamilj. Han fick arbete vid Universal Studios där han avancerade från ett kontorsjobb till direktör för budget och planering. Robbins ska ha varit missnöjd med kvaliteten på filmerna som producerades och slagit vad, om $100, att han kunde skriva en roman som var bättre än de som Universal betalde stora summor för. Detta ledde till hans första roman, Never Love a Stranger (1949). Bland hans mest kända böcker är The Carpetbaggers (1961, på svenska Lycksökaren) som var ovanligt vågad för sin tid, endast ett år efter att D.H. Lawrences Lady Chatterleys älskare hade blivit tillåten i USA.
Sammanlagt uppges Robbins böcker ha sålt över 750 miljoner exemplar på 40 språk. Flera nya böcker har getts ut även efter hans död 1997, baserade på Robbins ofärdiga manuskript som färdigställts av spökskrivare. De senaste böckerna har getts ut med Junius Podrug som medförfattare.
Harold Robbins var gift tre gånger. Hans sista fru, Jann Robbins, har skrivit självbiografin Harold and Me: My Life, Love, and Hard Times with Harold Robbins.

## Verk

### Svenska översättningar
- Drömmarnas marknad (The dream merchants) (översättning Margareta Ångström) (Lindqvist, 1951)
- 79 Park Avenue (79 Park Avenue) (översättning Ragnhild Hallén) (Lindqvist, 1956)
- För kärleks skull (Where love has gone) (översättning Marianne Gerland-Ekeroth) (Rabén & Sjögren, 1964)
- Carpetbaggers (The Carpetbaggers) (översättning Olof Hoffsten) (Rabén & Sjögren, 1965)
- Utslagen (A stone for Danny Fisher) (översättning Olof Hoffsten) (Rabén & Sjögren, 1968)
- Arvtagarna (The inheritors) (översättning Ingmar Forström) (Bonnier, 1970)
- Piraten (The pirate) (översättning Sture Biurström) (Askild & Kärnekull, 1976)
- Passion (Never leave me) (översättning Sture Biurström) (Lindqvist, 1976)
- Drömmarnas marknad (Dream merchants) (översättning Margareta Ångström) (Lindqvist, 1976)
- En kvinnas väg (The lonely lady) (översättning Sture Biurström) (Askild & Kärnekull, 1977)
- Drömmar dör först (Dreams die first) (översättning Sture Biurström) (Askild & Kärnekull, 1979)
- Dödsängeln (Stiletto) (översättning Sture Biurström) (Askild & Kärnekull, 1980)
- Betsy (The Betsy) (översättning Sture Biurström) (Askild & Kärnekull, 1980)
- Minnen av en annan dag (Memories of another day) (översättning Sture Biurström) (Askild & Kärnekull, 1982)
- Förföraren (Spellbinder) (översättning Jan Leek) (Askild & Kärnekull, 1983)
- Den odödlige (Descent from Xanadu) (översättning Tommy Schinkler) (Richter, 1984)
- Det ljuva livet (The storyteller) (översättning Knut Rosén) (Richter, 1988)
- Piraya (Piraya) (översättning Solveig Rasmussen) (B. Wahlström, 1992)
- Farväl Janette (Good-bye, Janette) (översättning Rolli Fölsch) (B. Wahlström, 1992)

## Filmatiseringar
Den första av Robbins böcker som blev film var hans debutroman, Never Love a Stranger. Han var själv en av filmens manusförfattare och producenter. Filmen kom 1958 och huvudrollen spelades av John Drew Barrymore. I filmen gjorde Steve McQueen en av sina tidiga filmroller. Senare samma år kom filmen King Creole med Elvis Presley, baserad på romanen A Stone for Danny Fisher. 
Under 1960- och 1970-talen filmades ytterligare en rad av hans böcker, bland annat The Carpetbaggers, Where Love Has Gone (båda 1964), The Adventurers (1970) och The Betsy (1978). 1983 gjordes en mindre framgångsrik film av The Lonely Lady med Pia Zadora i huvudrollen. Filmen vann sex Razzie Awards, bland annat i kategorin "sämsta film". The Carpetbaggers låg även till grund för filmen Nevada Smith (1966), med Steve McQueen i huvudrollen.